# Унескова Конвенција о очувању нематеријалног културног наслеђа
Унескова Конвенција о очувању нематеријалног културног наслеђа је уговор који је усвојила Генерална конференција Унеска 17. октобра 2003. Ступила је на снагу 2006. године, након тридесет инструмената ратификације од стране држава чланица Унеска. Румунија је била тридесета држава која је ратификовала споразум 20. јануара 2006. Од октобра 2022. године, 180 држава је ратификовало, одобрило или прихватило конвенцију.

## Функција
Конвенција функционише на националном и на међународном нивоу. На националном нивоу државе чланице треба да предузму неопходне мере да обезбеде очување нематеријалног културног наслеђа на њеној територији. Мере обухватају идентификацију нематеријалног културног наслеђа које постоји на њеној територији, доношење одговарајућих политика, унапређење образовања и остало. У предузимању ових мера свака држава потписница мора настојати да обезбеди што је могуће шире учешће заједница, група и појединаца који стварају, одржавају и преносе такво наслеђе и да их активно укључе у управљање. На међународном нивоу конвенција промовише сарадњу која укључује размену информација и искустава, заједничке иницијативе и успостављање механизма помоћи другим државама чланицама.
Комитет Конвенције објављује и ажурира Репрезентативну листу нематеријалног културног наслеђа човечанства и Листу нематеријалног културног наслеђа којој је потребна хитна заштита. Конвенцијом се оснива Фонд нематеријалног културног наслеђа о чијој употреби одлучује комисија. Углавном се састоји од доприноса држава чланица и средстава Генералне конференције Унеска.